# Миранти до Вали
Миранти ду Вали (на португалски: Mirante do Vale) е 51-етажен небостъргач, построен в Сао Пауло, Бразилия.
Завършен е през 1960 г. Висок е 170 м до покрива. Най-високият небостъргач в Бразилия, откакто е построен преди повече от 50 години.